# Horsfieldia moluccana
Espèce
Horsfieldia moluccana est une espèce de plantes de la famille des Myristicaceae.

## Liste des variétés
Selon Catalogue of Life (10 avril 2019) :
- variété Horsfieldia moluccana var. petiolaris
- variété Horsfieldia moluccana var. pubescens
- variété Horsfieldia moluccana var. robusta

Selon Tropicos (10 avril 2019) :
- variété Horsfieldia moluccana var. moluccana

## Publication originale
- Gardens' Bulletin, Singapore 38(1): 65. 1985.